# AK Водолея
AK Водолея (лат. AK Aquarii) — одиночная переменная звезда в созвездии Водолея на расстоянии (вычисленном из значения параллакса) приблизительно 15407 световых лет (около 4724 парсеков) от Солнца. Видимая звёздная величина звезды — от +14,6m до +13,5m.

## Характеристики
AK Водолея — жёлто-белая пульсирующая переменная звезда типа RR Лиры (RRAB) спектрального класса F. Эффективная температура — около 7070 К.